# Chi è Harry Crumb?
Chi è Harry Crumb? (Who's Harry Crumb?) è un film commedia del 1989 diretto da Paul Flaherty.

## Trama
La figlia maggiore del ricco P.J. Downing viene rapita, e il padre per ritrovarla si rivolge all'agenzia investigativa Crumb&Crumb diretta da Eliot Draisen. Draisen però è proprio l'organizzatore del rapimento e per questo decide di affidare il caso all'imbranato detective Harry Crumb, sicuro che non sarebbe mai riuscito a risolverlo.
Nonostante una lunga serie di pasticci ed equivoci Harry, con l'aiuto di Nikki Downing (sorella minore della ragazza rapita) riesce a sventare il piano, assicurando Draisen e la moglie di Downing (che nel frattempo si era messa in combutta con lui) alla giustizia e diventando il nuovo capo dell'agenzia investigativa.